# シラバス
シラバス・梗概（英: syllabus）とは、日本では教師が学生に示す講義・授業の授業計画のこと。アメリカでは、各回講義内容から教員連絡方法まで、個別講義の受講に関して必要な情報をすべて盛り込んだメモのこと。

## 概要
syllabusという言葉は、元来は羊皮紙のラベルを意味するギリシャ語（σιλλυβος）で、キケロがアッティクスに宛てた書簡の中で複数対格形のギリシャ語を引いて紹介しているものが、syllabusとして誤用されるようになったものである（... quos vos Graeci, ut opinor, σιλλυβους appelatis. Cic.Att.4.4a.1）。Datumの複数形dataが一般的に用いられるように、syllabiが一般名詞として用いられている。syllabiは似非ラテン語syllabusから作られた複数形である。
この言葉は、アメリカの学校で慣用され、近年、日本の学校でも流行しているが、ヨーロッパの学校ではあまり用いられていない。米国の学校においては、個々の講座の独立性が強く、教員も外部からの人材が多いために、梗概は講座の教育方針や教員の連絡方法その他の情報を含んでおり、学生にとって不可欠なものである。教員の多くが学校に所属し、学校としての統一的な教育方針が求められる日本では、梗概は、もっぱら単なる授業計画の同義語となってしまっている。
主に、児童・生徒・学生・進学希望者、及びその保護者らに、講義・授業の内容、学習計画を周知させる目的で作成される。
梗概の作成は、日本では、主として大学で導入されており、また小・中・高校でも広く作られるようになった。また、教科書発行会社も、自社が発行する教科書に基づいた標準的な学習計画を梗概として作成し、参考としてホームページなどで公開している場合もある。
なお、大学通信教育の場合は、学校によっては、概要そのものではなくレポート課題やその解法などの説明が中心となることから、「レポート課題集」などの名称を用いている（スクーリングのある科目については、「レポート課題集」や梗概とは別途に講義概要が提示されるケースもある）。梗概とレポート課題集の双方を発行する学校もある。

## 利点など
梗概を作成する利点は、
- 学習の流れを学生が理解し、円滑に授業を受けられる
- 指導者にとっても、学生に対して円滑に指導を進められる

ことなどが挙げられる。
また、2006年に起こった高等学校必履修科目未履修問題の関係で、履修状況のチェックにも利用されている。
大学の梗概の主な内容は、講義名、教員（国立大学の場合は教官）が誰であるか、取得単位数、講義の開かれる学期・期間、使用教材、講義の目的、講義の対象者、講義による到達目標、成績評価方法など、およそ学生が講義を受け単位を取得するにあたって必要な情報である。
高等学校の梗概の主な内容は、科目名や取得単位数、年間の授業時間数、使用する教科書、学習の到達目標、各学期及び各期間ごとに行われる各単元の大まかな内容、どのような観点や方法で評価を行うか、などである。